# Zutomayo
Zutto mayonaka de ii noni. (Nhật: ずっと真夜中でいいのに。 n.đ.: Giá mà cứ mãi là nửa đêm.), hay được gọi tắt là ZUTOMAYO (ずとまよ) là một nhóm nhạc rock Nhật Bản ra mắt vào năm 2018. Dưới bản chất kín tiếng, nhóm chưa bao giờ tiết lộ danh sách thành viên đầy đủ, thay vào đó còn ghi nhận những người khác nhau tham gia vào quá trình hoà âm và sản xuất video ca nhạc cho từng sản phẩm. Thành viên duy nhất xuất hiện xuyên suốt các hoạt động của nhóm là nữ ca sĩ kiêm nhạc sĩ chính, một cô gái giấu tên có nghệ danh "ACA-Ne" (ACAね a-kah-neh).
Mặc dù thông tin về nhóm nhạc được tiết lộ hạn chế, Zutomayo vẫn gặt hái những thành công thương mại. Cả ba mini-album của Zutomayo đều đạt thứ hạng cao trên Bảng xếp hạng Album Oricon, lần lượt là thứ 8, thứ 1 và thứ 2. Chỉ một năm sau khi ra mắt, nhóm nhạc được mời biểu diễn tại Liên hoan Fuji Rock 2019.

## Phong cách
Zutomayo là một nhóm nhạc bí ẩn. Mặc dù danh tính ca sĩ chính ACA-Ne đã được biết đến, nhưng số lượng thành viên còn lại của ban nhạc không rõ ràng. ACA-Ne chưa bao giờ lộ mặt và toàn bộ ban nhạc đều biểu diễn sau một tấm màn mờ trong các buổi hòa nhạc, kể cả tại Fuji Rock Festival 2019. Chính sự bí ẩn về các thành viên đã góp phần tạo nên sức hút của Zutomayo. Tuy nhiên, trong các buổi diễn gần đây, những thành viên khác của nhóm đã bớt kín tiếng hơn khi sẵn sàng lộ mặt.
Zutomayo nổi tiếng với dòng nhạc rock, nhóm thường sử dụng những đường bass phức tạp lấy cảm hứng từ nhạc funk. Giới phê bình ví von giọng hát của ACA-Ne là "sôi động", "tràn đầy cảm xúc" và "tinh tế".

## Lịch sử
Nhóm nhạc Zutomayo chính thức ra mắt vào ngày 4 tháng 6 năm 2018 với ca khúc đầu tay "Byōshin o Kamu" (秒針を噛む) đăng tải trên YouTube. Bài hát nhanh chóng tạo được tiếng vang, thu hút 200.000 lượt xem chỉ trong tuần đầu tiên. Sau khi phát hành trên các nền tảng nghe nhạc trực tuyến vào ngày 30 tháng 8, "Byōshin o Kamu" đã trở thành ca khúc được stream nhiều nhất tại Nhật Bản trong tuần đó.  Sau thành công của bài hát, Zutomayo tổ chức buổi biểu diễn đầu tiên tại Daikanyama Loop ở Tokyo. Khán giả tham dự được phát kính râm đục và cho biết toàn bộ địa điểm diễn ra trong bóng tối.  Đây cũng là tiền đề cho việc nhóm nhạc tiếp tục giấu kín danh tính trong các buổi hòa nhạc sau đó.

## Đĩa đơn
| Ngày phát hành            | Tên bài hát                                      | Vị trí cao nhất Billboard Japan | Vị trí cao nhất Billboard Japan | Vị trí cao nhất Billboard Japan | Chứng nhận RIAJ | Chứng nhận RIAJ | Mini album (EP)                                             | Album                     |
| Ngày phát hành            | Tên bài hát                                      | Hot 100                         | Tải xuống                       | Truyền phát                     | Tải xuống       | Truyền phát     | Mini album (EP)                                             | Album                     |
| ------------------------- | ------------------------------------------------ | ------------------------------- | ------------------------------- | ------------------------------- | --------------- | --------------- | ----------------------------------------------------------- | ------------------------- |
| Ngày 30 tháng 8 năm 2018  | "Byōshin o Kamu" (秒針を噛む)                    | 42                              | 87                              | 55                              | -               | Bạch kim        | Tadashii Itsuwari Kara no Kishō (正しい偽りからの起床)      | Hisohiso Banashi (潜潜話) |
| Ngày 24 tháng 10 năm 2018 | "Nōriue no Cracker" (脳裏上のクラッカー)         | -                               | 66                              | -                               | -               | Bạc             | Tadashii Itsuwari Kara no Kishō (正しい偽りからの起床)      | Hisohiso Banashi (潜潜話) |
| Ngày 7 tháng 11 năm 2018  | "Humanoid" (ヒューマノイド)                      | -                               | -                               | 86                              | -               | -               | Tadashii Itsuwari Kara no Kishō (正しい偽りからの起床)      | Hisohiso Banashi (潜潜話) |
| Ngày 27 tháng 2 năm 2019  | "Mabushii DNA Dake" (眩しいDNAだけ)              | 97                              | 37                              | -                               | -               | -               | Imawa Imade Chikaiwa Emide (今は今で誓いは笑みで)           | Hisohiso Banashi (潜潜話) |
| Ngày 22 tháng 5 năm 2019  | "Seigi" (正義)                                   | -                               | 35                              | -                               | -               | -               | Imawa Imade Chikaiwa Emide (今は今で誓いは笑みで)           | Hisohiso Banashi (潜潜話) |
| Ngày 5 tháng 6 năm 2019   | "Kan Saete Kuyashiiwa" (勘冴えて悔しいわ)        | 97                              | 47                              | 41                              | -               | Vàng            | Imawa Imade Chikaiwa Emide (今は今で誓いは笑みで)           | Hisohiso Banashi (潜潜話) |
| Ngày 2 tháng 10 năm 2019  | "Kettobashita Moufu" (蹴っ飛ばした毛布)          | -                               | 89                              | -                               | -               | -               | Hisohiso Banashi (潜潜話)                                   | Hisohiso Banashi (潜潜話) |
| Ngày 9 tháng 10 năm 2019  | "Konnakoto Soudou" (こんなこと騒動)              | -                               | 83                              | -                               | -               | -               | Hisohiso Banashi (潜潜話)                                   | Hisohiso Banashi (潜潜話) |
| Ngày 18 tháng 10 năm 2019 | "Haze Haseru Haterumade" (ハゼ馳せる果てるまで)  | 100                             | 86                              | 70                              | -               | -               | Hisohiso Banashi (潜潜話)                                   | Hisohiso Banashi (潜潜話) |
| Ngày 15 tháng 5 năm 2020  | "Obenkyō Shitoiteyo" (お勉強しといてよ)          | 20                              | 15                              | 25                              | -               | Vàng            | Hogaraka na Hifu tote Fufuku (朗らかな皮膚とて不服)         | Gusare (ぐされ)           |
| Ngày 13 tháng 7 năm 2020  | "MILABO"                                         | 31                              | 34                              | 50                              | -               | -               | Hogaraka na Hifu tote Fufuku (朗らかな皮膚とて不服)         | Gusare (ぐされ)           |
| Ngày 23 tháng 7 năm 2020  | "Teiketsu Boruto" (低血ボルト)                   | -                               | 64                              | 76                              | -               | -               | Hogaraka na Hifu tote Fufuku (朗らかな皮膚とて不服)         | Gusare (ぐされ)           |
| Ngày 3 tháng 11 năm 2020  | "Kura Kuroku" (暗く黒く)                         | 49                              | 27                              | -                               | -               | -               | Gusare (ぐされ)                                             | Gusare (ぐされ)           |
| Ngày 27 tháng 11 năm 2020 | "Kangurei" (勘ぐれい)                            | 50                              | 52                              | 100                             | -               | -               | Gusare (ぐされ)                                             | Gusare (ぐされ)           |
| Ngày 17 tháng 12 năm 2020 | "Tadashiku Narenai" (正しくなれない)             | 22                              | 4                               | 21                              | -               | Bạch kim        | Gusare (ぐされ)                                             | Gusare (ぐされ)           |
| Ngày 23 tháng 1 năm 2021  | "Kamin" (過眠)                                   | -                               | -                               | -                               | -               | -               | Gusare (ぐされ)                                             | Gusare (ぐされ)           |
| Ngày 18 tháng 6 năm 2021  | "Aitsura Zenin Dōsōkai" (あいつら全員同窓会)     | 16                              | 6                               | 16                              | -               | Bạch kim        | Nobishigusa Korite Himagoi (伸び仕草懲りて暇乞い)           | Jinkōgaku (沈香学)        |
| Ngày 4 tháng 7 năm 2021   | "Baka Janainoni" (ばかじゃないのに)              | 45                              | 15                              | 78                              | -               | -               | Nobishigusa Korite Himagoi (伸び仕草懲りて暇乞い)           | Jinkōgaku (沈香学)        |
| Ngày 2 tháng 12 năm 2021  | "Neko Reset" (猫リセット)                        | 95                              | 21                              | -                               | -               | -               | Nobishigusa Korite Himagoi (伸び仕草懲りて暇乞い)           | Jinkōgaku (沈香学)        |
| Ngày 10 tháng 2 năm 2022  | "Sode no Kilt" (袖のキルト)                      | 50                              | 28                              | 73                              | -               | -               | Nobishigusa Korite Himagoi (伸び仕草懲りて暇乞い)           | Jinkōgaku (沈香学)        |
| Ngày 7 tháng 4 năm 2022   | "Mirror Tune" (ミラーチューン)                   | 43                              | 11                              | 73                              | -               | -               | Jinkōgaku (沈香学)                                          | Jinkōgaku (沈香学)        |
| Ngày 8 tháng 9 năm 2022   | "Kieteshimaisōdesu" (消えてしまいそうです)       | 65                              | 32                              | -                               | -               | -               | Jinkōgaku (沈香学)                                          | Jinkōgaku (沈香学)        |
| Ngày 15 tháng 9 năm 2022  | "Natsugare" (夏枯れ)                             | -                               | 50                              | -                               | -               | -               | Jinkōgaku (沈香学)                                          | Jinkōgaku (沈香学)        |
| Ngày 19 tháng 10 năm 2022 | "Zanki" (残機)                                   | 14                              | 4                               | 12                              | -               | Vàng            | Jinkōgaku (沈香学)                                          | Jinkōgaku (沈香学)        |
| Ngày 15 tháng 12 năm 2022 | "Kira Killer" (綺羅キラー) (feat. Mori Calliope) | 32                              | 12                              | 38                              | -               | -               | Jinkōgaku (沈香学)                                          | Jinkōgaku (沈香学)        |
| Ngày 15 tháng 5 năm 2023  | "Fuhō Shinnyū" (不法侵入)                        | 90                              | 29                              | -                               | -               | -               | Jinkōgaku (沈香学)                                          | Jinkōgaku (沈香学)        |
| Ngày 4 tháng 6 năm 2023   | "Hana Ichimonme" (花一匁)                        | 70                              | 38                              | 87                              | -               | -               | Jinkōgaku (沈香学)                                          | Jinkōgaku (沈香学)        |
| Ngày 23 tháng 5 năm 2024  | "Usōjanai" (嘘じゃない)                          | 75                              | -                               | -                               | -               | -               | Kokari no Ichinen Entrusted to Kaiba (虚仮の一念海馬に託す) | Chưa phát hành            |
| Ngày 6 tháng 6 năm 2024   | "Blues in the Closet"                            | -                               | -                               | -                               | -               | -               | Kokari no Ichinen Entrusted to Kaiba (虚仮の一念海馬に託す) | Chưa phát hành            |
| Ngày 29 tháng 8 năm 2024  | "Hippocampal Pain" (海馬成長痛)                  | -                               | -                               | -                               | -               | -               | Kokari no Ichinen Entrusted to Kaiba (虚仮の一念海馬に託す) | Chưa phát hành            |